# 길강욱
길강욱(한자:吉姜昱, 영문: KANGWOOK KIL, 일본어:キルカンウク 1988년12월07일 ~ )은 대한민국 서울특별시 출생의 패션 디자이너이며, 현재 일본을 거점으로 본인의 브랜드 네이비팩토리랩 강욱 길(NAVYFACTORYLAB KANGWOOK KIL)의 컬렉션을 발표 중이다.

## 인물

### 성향
안티패션적인 성향으로 기존의 틀이나 형식을 거부하며 복식에 관한 새로움을 추구 하기 위해 기존의 옷들을 해체 및 파괴 재조합을 통한 재생, 옷들의 기괴함 등을 주로 활용하는 디자이너

### 연보
1988년 12월7일 대한민국 서울특별시에서 태어났다.
2009년 일본 도쿄로 거주지를 이전 2009년8월 본인의 회사 SOPOCO inc를 설립.
2010년 4월 일본의 패션 학교 Bunka Fashion College 에 입학.
2013년 3월 일본의 패션 학교 Bunka Fashion College 어패럴종합과 학원장상을 받고 졸업.
2013년 4월 일본의 패션대학원 Bunka fashion graduate university 패션 테크놀로지코스 입학.
2013년 9월 대학원 재학 시절에 일본패션 브랜드를 한국으로 병행수입하는 NAVYFACTORY Store를 오픈.

2015년 3월 일본의 패션대학원 Bunka fashion graduate university 대학원 졸업
2015년 네이비팩토리랩 강욱 길의 브랜드에서 남성 의류의 제조 판매를 시작 그해 10월 네이비팩토리랩 강욱 길 최초의 쇼를 대한민국 서울 남산제이그랜하우스에서 Grotesque라는 테마로 개최
2016년 4월 본인의 직영점 NAVYFACTORY Store Grotesque를 대한민국 서울 커먼그라운드에서 오픈. 5월 인천공항 케이어트렉션에서 초청으로 갈라패션쇼를 진행
2016년 10월 9일 편집샵 지페리토(ZEPERITO)를 오픈
2017년 9월이후 한국에서 활동을 끝으로 일본으로 회사를 이전
2018년 일본 도쿄에서 본인의 브랜드 네이비팩토리랩 강욱 길을 전개하고 있다.

## 학력
- Bunka Fashion College 어패럴종합과 (졸업)[1][2]
- Bunka fashion graduate university 패션테크놀로지 코스 (졸업)[1][2]

## 주요 브랜드
- 네이비팩토리랩 강욱 길 (NAVYFACTORYLAB KANGWOOK KIL)

## 컬렉션
| 시즌                  | 테마                   |
| 2016 Spring Summer    | Grotesuqe              |
| 2016 2017 Fall Winter | A-team product         |
| 2016                  | Frame                  |
| 2017 Spring Summer    | Grotesuqe Noir         |
| 2017 2018 Fall Winter | Grotesque Gentleman    |
| 2018 Spring Summer    | Mugen                  |
| 2018 2019 Fall Winter | Gray Dreamer           |
| 2019 Spring Summer    | Mirage & Hallucination |
| 2019 2020 Fall Winter | I am marginal man      |
| 2020 Spring Summer    | Demolish               |
| 2020 2021 Fall Winter | Country of death       |
| 2021 Spring Summer    | Subversion             |

길강욱이 NAVYFACTORYLAB KANGWOOK KIL에서 발표한 컬렉션 내용은 위의 표 내용과 같다

## 약력
- 2009년 8월 SOPOCO inc 설립[1][2]

- 2010년 3월 일본 Bunka Fashion College 입학[1][2]

- 2013년 3월 일본 Bunka Fashion College 졸업[1][2]

- 2013년 4월 일본Bunka fashion graduate university 입학[1][2]

- 2013년 9월 일본 Bunka fashion graduate university 재학시절 NAVYFACTORY Store 온라인스토어를 오픈 패션브랜드 'NAVYFACTORYLAB KANGWOOK KIL'의 전신[1][6]

- 2015년 3월 Bunka fashion graduate university를 졸업[1][2]

- 2015년10월 패션코드에서 브랜드 ‘NAVYFACTORYLAB KANGWOOK KIL’ 시즌 2016 SPRING SUMMER 테마 GROTESQUE 컬렉션으로 첫번째 패션쇼로 데뷔하였다.[5][9]

- 2016년 3월 대한민국 서울특별시 패션코드에서 브랜드 ‘NAVYFACTORYLAB KANGWOOK KIL’ 시즌 2016 2017 FALL WINTER 테마 A-team product 패션쇼 발표[4][10]

- 2016년 4월 대한민국 서울특별시 커먼그라운드에서 직영점 NAVYFACTORY Store Grotesuq를 오픈한다[11][12]

- 2016년 5월 인천국제공항공사가 개최한 케이어트렉션에서 갈라컬렉션을 발표[14]

- 2016년 10월 편집샵 지페리토(ZEPERITO) 오픈[1]

- 2017년 3월 패션코드에서 브랜드 ‘NAVYFACTORYLAB KANGWOOK KIL’ 시즌 2017 2018 FALL WINTER 테마 Grotesque Gentleman 패션쇼 발표[3]

- 2017년 9월 패션코드에서 브랜드 ‘NAVYFACTORYLAB KANGWOOK KIL’ 시즌 2018 SPRING SUMMER 테마 Mugen 패션쇼 발표[16]

## 같이 보기
- 네이비팩토리랩 강욱 길